# Ectot-lès-Baons
Ectot-lès-Baons és un municipi francès situat al departament del Sena Marítim i a la regió de Normandia. L'any 2007 tenia 408 habitants.

## Demografia

### Població
El 2007 la població de fet d'Ectot-lès-Baons era de 408 persones. Hi havia 148 famílies de les quals 32 eren unipersonals (20 homes vivint sols i 12 dones vivint soles), 52 parelles sense fills, 56 parelles amb fills i 8 famílies monoparentals amb fills.
La població ha evolucionat segons el següent gràfic:
Habitants censats

### Habitatges
El 2007 hi havia 153 habitatges, 148 eren l'habitatge principal de la família, 3 eren segones residències i 2 estaven desocupats. 149 eren cases i 2 eren apartaments. Dels 148 habitatges principals, 92 estaven ocupats pels seus propietaris, 55 estaven llogats i ocupats pels llogaters i 1 estava cedit a títol gratuït; 11 tenien dues cambres, 16 en tenien tres, 35 en tenien quatre i 86 en tenien cinc o més. 132 habitatges disposaven pel capbaix d'una plaça de pàrquing. A 59 habitatges hi havia un automòbil i a 77 n'hi havia dos o més.

### Piràmide de població
La piràmide de població per edats i sexe el 2009 era:
| Homes | Edats   | Dones |
| ----- | ------- | ----- |
| 0     | 95 o +  | 0     |
| 0     | 90 a 94 | 0     |
| 0     | 85 a 89 | 0     |
| 0     | 80 a 84 | 4     |
| 8     | 75 a 79 | 4     |
| 0     | 70 a 74 | 4     |
| 4     | 65 a 69 | 4     |
| 12    | 60 a 64 | 12    |
| 12    | 55 a 59 | 8     |
| 12    | 50 a 54 | 12    |
| 16    | 45 a 49 | 0     |
| 20    | 40 a 44 | 24    |
| 12    | 35 a 39 | 20    |
| 20    | 30 a 34 | 20    |
| 12    | 25 a 29 | 8     |
| 8     | 20 a 24 | 16    |
| 8     | 15 a 19 | 16    |
| 4     | 10 a 14 | 20    |
| 16    | 5 a 9   | 20    |
| 20    | 0 a 4   | 16    |

## Economia
El 2007 la població en edat de treballar era de 276 persones, 204 eren actives i 72 eren inactives. De les 204 persones actives 191 estaven ocupades (102 homes i 89 dones) i 13 estaven aturades (5 homes i 8 dones). De les 72 persones inactives 19 estaven jubilades, 22 estaven estudiant i 31 estaven classificades com a «altres inactius».

### Ingressos
El 2009 a Ectot-lès-Baons hi havia 148 unitats fiscals que integraven 417 persones, la mediana anual d'ingressos fiscals per persona era de 17.930 €.

### Activitats econòmiques
Dels 8 establiments que hi havia el 2007, 1 era d'una empresa alimentària, 3 d'empreses de construcció, 2 d'empreses de comerç i reparació d'automòbils i 2 d'empreses de serveis.
Dels 3 establiments de servei als particulars que hi havia el 2009, 1 era un paleta, 1 fusteria i 1 lampisteria.
Dels 2 establiments comercials que hi havia el 2009, 1 era una botiga de menys de 120 m² i 1 una joieria.
L'any 2000 a Ectot-lès-Baons hi havia 10 explotacions agrícoles que ocupaven un total de 438 hectàrees.

## Equipaments sanitaris i escolars
El 2009 hi havia una escola elemental integrada dins d'un grup escolar amb les comunes properes formant una escola dispersa.

## Poblacions més properes
El següent diagrama mostra les poblacions més properes.